# Tournoi pré-olympique de la CONMEBOL 1960
Navigation
Tokyo 1964
Le tournoi pré-olympique de la CONMEBOL 1960 a eu pour but de qualifier trois nations de la zone Amérique du Sud pour le tournoi olympique de football, disputé lors des Jeux olympiques de Rome en 1960.
Le tournoi pré-olympique sud-américain s'est déroulé du 8 octobre 1959 au 30 avril 1960, la phase décisive a été disputée à Lima au Pérou entre le 16 et le 30 avril 1960. Cette première édition réunissant toutes les équipes d'Amérique, quatre nations issues de la future CONCACAF (créée le 18 septembre 1961) ont également participé au tournoi : les Antilles et la Guyane néerlandaises, les États-Unis et le Mexique. Un tour préliminaire à élimination directe disputé en match aller-retour désigne les cinq participants à une poule finale dont les trois premiers classés se sont qualifiés pour les Jeux. Dans cette poule, chaque équipe rencontrait une fois chacun de ses adversaires. Au terme de ces éliminatoires, l'Argentine, le Pérou et le Brésil ont gagné le droit de disputer le tournoi olympique.

## Pays qualifiés
| Dates                              | Lieu  | Places | Qualifiés              |
| ---------------------------------- | ----- | ------ | ---------------------- |
| du 8 octobre 1959 au 30 avril 1960 | Pérou | 3      | Argentine Pérou Brésil |

## Format des qualifications
Dans le système à élimination directe avec des matches aller et retour, en cas d'égalité parfaite au score cumulé des deux rencontres, les mesures suivantes sont d'application :

- Organisation d'un match d'appui sur terrain neutre avec prolongation en cas d'égalité à l'issue du temps règlementaire
  - s'il y a toujours égalité à la fin de la prolongation, un tirage au sort est effectué pour désigner le qualifié

Dans les phases de qualification en poules, en cas d’égalité de points de plusieurs équipes à l'issue de la dernière journée, les critères suivants sont appliqués dans l'ordre indiqué pour établir leur classement :

- Meilleure différence de buts,
- Plus grand nombre de buts marqués.

## Villes et stades
Le tournoi pré-olympique sud-américain s'est déroulé du 8 octobre 1959 au 30 avril 1960, la phase finale de qualification a été disputée à Lima au Pérou entre le 16 et le 30 avril 1960.
| \| Lima \| |
| Lima       |

| Lima |

## Résultats des qualifications

### Premier tour
| Équipe 1               | Résultat | Équipe 2            | Aller | Retour |
| ---------------------- | -------- | ------------------- | ----- | ------ |
| Mexique                | 3 - 1    | États-Unis          | 2 - 0 | 1 - 1  |
| Antilles néerlandaises | 3 - 6    | Guyane néerlandaise | 2 - 2 | 1 - 4  |
| Chili                  | 1 - 11   | Argentine           | 1 - 5 | 0 - 6  |
| Pérou                  | 9 - 2    | Uruguay             | 6 - 0 | 3 - 2  |
| Colombie               | 3 - 7    | Brésil              | 2 - 0 | 1 - 7  |

#### Détail des rencontres
| 8 octobre 1959                                                                                             | Mexique                    | 2 - 0 | États-Unis | Estadio de la Ciudad Universitaria Mexico, Mexique    |                                                       |
| | Díez 14e · Moreno (es) 44e | (2 - 0) |            | Spectateurs : 30 000 Arbitrage : Álvar Macís Guerrero | Spectateurs : 30 000 Arbitrage : Álvar Macís Guerrero |
| | Rapport                    | |            | Spectateurs : 30 000 Arbitrage : Álvar Macís Guerrero | Spectateurs : 30 000 Arbitrage : Álvar Macís Guerrero |
| Mota - Mercado (en), Cuéllar, Carranza - Valle (es), Meza - Contreras, Velarde, Moreno (es), Díez, Sánchez | Équipes                    | Ottoboni (en) - Wecke (en), Ruscheinski, Speca (en) - Snylyk (en), Ely (en) - Grabowski (en), Ganger, Zerhusen (en), Mendoza (en), Cook (en) |            | Spectateurs : 30 000 Arbitrage : Álvar Macís Guerrero | Spectateurs : 30 000 Arbitrage : Álvar Macís Guerrero |

| 25 octobre 1959                                                                                      | Antilles néerlandaises      | 2 - 2 | Guyane néerlandaise           | Rifstadion Willemstad, Antilles néerlandaises |                                |
| | H. Jansen 3e · Valerian 22e | (2 - 1) | Niekoop (en) 12e · Marcet 46e | Arbitrage : Harry Johan Letnom                | Arbitrage : Harry Johan Letnom |
| | Rapport                     | |                               | Arbitrage : Harry Johan Letnom                | Arbitrage : Harry Johan Letnom |
| Pinedo - Hoek, Philips, Bernadina, Canword, H. Jansen - Dirksz, Loran, Valerian - Regales, J. Jansen | Équipes                     | Heckbert - Wooter, Breinburg (nl), Poerwo, Boerleider (en), Sahadewsing (en) - Lagadeau (en), Marcet - Niekoop (en), Cyril, Foe A Man |                               | Arbitrage : Harry Johan Letnom                | Arbitrage : Harry Johan Letnom |

| 22 novembre 1959 | États-Unis    | 1 - 1                                                                                             | Mexique  | La Cienega Park (en) Los Angeles, États-Unis    |                                                 |
| | Looby (en) 8e | (1 - 0)                                                                                           | Meza 85e | Spectateurs : 10 000 Arbitrage : Raymond Morgan | Spectateurs : 10 000 Arbitrage : Raymond Morgan |
| | Rapport       |                                                                                                   |          | Spectateurs : 10 000 Arbitrage : Raymond Morgan | Spectateurs : 10 000 Arbitrage : Raymond Morgan |
| Ottoboni (en) - Wecke (en), Ruscheinski, Speca (en) - Ely (en), Traina (en) - Ganger, Snylyk (en), Murphy (en), Looby (en), Zerhusen (en) | Équipes       | Mota - Mercado (en), Cuéllar, Carranza - Valle, Ortiz - Álvarez, Moreno (es), Díez, Meza, Sánchez |          | Spectateurs : 10 000 Arbitrage : Raymond Morgan | Spectateurs : 10 000 Arbitrage : Raymond Morgan |

| 29 novembre 1959 | Guyane néerlandaise | 4 - 1   | Antilles néerlandaises | Surinamestadion Paramaribo, Guyane néerlandaise |
|                  |                     | (2 - 0) |                        |                                                 |

| 16 décembre 1959                                                                                      | Chili             | 1 - 5 | Argentine                                                         | Estadio Nacional Santiago, Chili     |                                      |
| | Fuentes ?? (pén.) | (1 - 0) | Rodríguez ?? · Bilardo ?? · Roberto Bonanno ?? · Alfredo Pérez ?? | Arbitrage : Luis Antonio Ventre (hu) | Arbitrage : Luis Antonio Ventre (hu) |
| | Rapport           | |                                                                   | Arbitrage : Luis Antonio Ventre (hu) | Arbitrage : Luis Antonio Ventre (hu) |
| Barra - Farías, E. Rojas, Astaburuaga, Berly - Fuentes, Gatica, Miranda, Quiroga, O. Rojas, Sepúlveda | Équipes           | Ayala - Lejona (en), Vázquez (pl), Di Gioia, Heredia - Basílico (es), Díaz (en) - Bilardo, Bonnano (en), Rodríguez, Pérez (en) |                                                                   | Arbitrage : Luis Antonio Ventre (hu) | Arbitrage : Luis Antonio Ventre (hu) |

| 16 décembre 1959 | Pérou                                                               | 6 - 0                                                                                          | Uruguay | Estadio Nacional Lima, Pérou |                          |
| | Pasache 6e · Altuna (en) 23e 46e · Nieri 27e · Ramírez (en) 66e 86e | (3 - 0)                                                                                        |         | Arbitrage : Erwin Hieger     | Arbitrage : Erwin Hieger |
| León - Rodríguez, Yaksetig - Barack, Ladrón de Guevara, Luña (en) - Pasache, Nieri, Altuna (en), Ramírez (en), Manguier | Équipes                                                             | Gutiérrez - Licio, Ananía - Godoy, Tejera, Almeida - Laurenz, Rodríguez, Sosa, Gallero, Moreno |         | Arbitrage : Erwin Hieger     | Arbitrage : Erwin Hieger |

| 20 décembre 1959                                                                                         | Colombie     | 2 - 0 | Brésil | Estadio Nemesio Camacho "El Campín" Bogota, Colombie |                                                      |
| | Hone 34e 55e | (1 - 0) |        | Spectateurs : 45 000 Arbitrage : Ramiro García Rosas | Spectateurs : 45 000 Arbitrage : Ramiro García Rosas |
| | Rapport      | |        | Spectateurs : 45 000 Arbitrage : Ramiro García Rosas | Spectateurs : 45 000 Arbitrage : Ramiro García Rosas |
| Lopera (it) - Yotagrí, Lombaña, Echeverri - Agudelo, Acevedo - Cadavid, Campillo, Hone, Manjarrés, Arias | Équipes      | Carlos Alberto (en) - Nonô (en), Rubens (en), Freitas - Othon (en), Maranhão (en) - Gérson, Wanderley (en), China (en), Manoelzinho, Germano (en) |        | Spectateurs : 45 000 Arbitrage : Ramiro García Rosas | Spectateurs : 45 000 Arbitrage : Ramiro García Rosas |

| 22 décembre 1959 | Argentine                                                      | 6 - 0                                                                                                | Chili | Estadio Jorge Alejandro Newbery (en) Buenos Aires, Argentine |                           |
| | Bonnano (en) ?? · Basílico (es) ?? · Heredia ?? · Rodríguez ?? | (? - ?)                                                                                              |       | Arbitrage : Carlos Robles                                    | Arbitrage : Carlos Robles |
| | Rapport                                                        | |       | Arbitrage : Carlos Robles                                    | Arbitrage : Carlos Robles |
| Ayala - Blanco (en), Vázquez (pl), Di Gioia, Heredia - Basílico (es), Díaz (en) - Bilardo, Bonnano (en), Rodríguez, Pérez (en) | Équipes                                                        | Barra - Berly, Valencia, Astaburuaga - Farías, Hermosilla - Valdés, Sepúlveda, Rojas, Fuentes, Ávila |       | Arbitrage : Carlos Robles                                    | Arbitrage : Carlos Robles |

| 22 décembre 1959                                                                                   | Uruguay                        | 2 - 3 | Pérou                                         | Estadio Nacional Lima, Pérou |                          |
| | Gallero 3e · Mocchi 74e (pen.) | (1 - 2) | Altuna (en) 33e 44e (pen.) · Ramírez (en) 65e | Arbitrage : Erwin Hieger     | Arbitrage : Erwin Hieger |
| Acuña - Pini (es), Cabaña - Godoy, Ananía, Urquiza - Mocchi, Rodríguez, Diano, Gallero, Moreno 44e | Équipes                        | León - Rodríguez, Yaksetig - Barack, Ladrón de Guevara, Luña (en) - Pasache, Nieri, Altuna (en), Ramírez (en), Manguier |                                               | Arbitrage : Erwin Hieger     | Arbitrage : Erwin Hieger |

| 27 décembre 1959 | Brésil                                                                       | 7 - 1 | Colombie      | Estádio Jornalista Mário Filho Rio de Janeiro, Brésil |                                                    |
| | China (en) 18e 22e 50e · Manoelzinho 32e 57e · Germano (en) 34e · Gérson 64e | (4 - 0)                                                                                                  | Manjarrés 80e | Spectateurs : 35 087 Arbitrage : Juan Regis Brozzi    | Spectateurs : 35 087 Arbitrage : Juan Regis Brozzi |
| | Rapport                                                                      | |               | Spectateurs : 35 087 Arbitrage : Juan Regis Brozzi    | Spectateurs : 35 087 Arbitrage : Juan Regis Brozzi |
| Carlos Alberto (en) - Nonô (en), Rubens (en), Freitas - Edílson, Maranhão (en) - Gérson, Wanderley (en), China (en), Manoelzinho, Germano (en) | Équipes                                                                      | Lopera (it) - Yotagrí, Lombaña - Echeverri, Agudelo, Acevedo - Cadavid, Campillo, Hone, Manjarrés, Arias |               | Spectateurs : 35 087 Arbitrage : Juan Regis Brozzi    | Spectateurs : 35 087 Arbitrage : Juan Regis Brozzi |

### Tournoi final
| Rang | Équipe              | Pts | J | G | N | P | Bp | Bc | Diff |  | Résultats (▼ dom., ► ext.) |  |     |     |     |     |
| ---- | ------------------- | --- | - | - | - | - | -- | -- | ---- |  | -------------------------- |  | --- | --- | --- | --- |
| 1    | Argentine           | 8   | 4 | 4 | 0 | 0 | 14 | 5  | +9   |  | Argentine                  |  | 2-1 | 3-1 | 3-1 | 6-2 |
| 2    | Pérou               | 6   | 4 | 3 | 0 | 1 | 7  | 3  | +4   |  | Pérou                      |  |     | 2-0 | 1-0 | 3-1 |
| 3    | Brésil              | 4   | 4 | 2 | 0 | 2 | 7  | 7  | 0    |  | Brésil                     |  |     |     | 2-1 | 4-1 |
| 4    | Mexique             | 2   | 4 | 1 | 0 | 3 | 6  | 6  | 0    |  | Mexique                    |  |     |     |     | 4-0 |
| 5    | Guyane néerlandaise | 0   | 4 | 0 | 0 | 4 | 4  | 17 | -13  |  | Guyane néerlandaise        |  |     |     |     |     |

#### Détail des rencontres
| 1ère journée  | Argentine | 6 - 2   | Guyane néerlandaise | Estadio Nacional Lima, Pérou |                      |
| 16 avril 1960 | Oleniak ?? · Boerleider (en) ?? (csc) · Rendo (en) 51e 64e · Desiderio (en) 68e 87e                                                            | (? - ?) | Niekoop (en) 15e · Foe A Man 40e | Spectateurs : 55 000         | Spectateurs : 55 000 |
| 16 avril 1960 | Rapport |         | | Spectateurs : 55 000         | Spectateurs : 55 000 |
| 16 avril 1960 | Periotti (en) - Blanco (en), de Ciancio (en), Desiderio (en), Díaz (en), Grudiña (it), Gutiérrez, Oleniak, Pérez (en), Rendo (en), Zarich (en) | Équipes | Heckbert - Breinburg (nl), Sahadewsing (en), Wooter, Boerleider (en) - Schipper (en), Marcet - Foe A Man, Niekoop (en), Lagadeau (en), Mijnals | Spectateurs : 55 000         | Spectateurs : 55 000 |

| 16 avril 1960 | Pérou        | 1 - 0                                                                                            | Mexique | Estadio Nacional Lima, Pérou                       |                                                    |
| | Gallardo 58e | (0 - 0)                                                                                          |         | Spectateurs : 55 000 Arbitrage : Juan Regis Brozzi | Spectateurs : 55 000 Arbitrage : Juan Regis Brozzi |
| | Rapport      |                                                                                                  |         | Spectateurs : 55 000 Arbitrage : Juan Regis Brozzi | Spectateurs : 55 000 Arbitrage : Juan Regis Brozzi |
| Salinas (en) - Boulanger (en), Campos, Luña (en) - Ladrón de Guevara, Yaksetig - Pasache, Nieri, Altuna (en), Ramírez (en), Gallardo | Équipes      | Mota - J. Mercado (en), Vega, Romero - Valle, Vázquez - I. Díaz, Piña, Díaz, Álvarez, S. Mercado |         | Spectateurs : 55 000 Arbitrage : Juan Regis Brozzi | Spectateurs : 55 000 Arbitrage : Juan Regis Brozzi |

| 2ème journée  | Brésil | 2 - 1   | Mexique | Estadio Nacional Lima, Pérou |                          |
| 19 avril 1960 | Bruno 1re · China (en) 26e | (2 - 0) | Álvarez 47e                                                                                                | Arbitrage : Erwin Hieger     | Arbitrage : Erwin Hieger |
| 19 avril 1960 | Rapport |         | | Arbitrage : Erwin Hieger     | Arbitrage : Erwin Hieger |
| 19 avril 1960 | Carlos Alberto (en) - Jurandir, Vantuil, Nonô (en) - Maranhão (en), Jobel - Wanderley (en), Bruno, China (en), Macarrão, Valdir (en) | Équipes | Mota - J. Mercado (en), Vega, Romero - Vázquez, Valle - S. Mercado, Álvarez, Ramírez, Chávez (en), Benítez | Arbitrage : Erwin Hieger     | Arbitrage : Erwin Hieger |

| 19 avril 1960 | Pérou                              | 3 - 1 | Guyane néerlandaise | Estadio Nacional Lima, Pérou |  |
| | Gallardo 62e 87e · Altuna (en) 79e | (0 - 1) | Niekoop (en) 43e    |                              |  |
| | Rapport                            | |                     |                              |  |
| Salinas (en) - Boulanger (en), Campos, Ladrón de Guevara - Luña (en), Yaksetig - Pasache, Altuna (en), Gallardo, Nieri, Ramírez (en) | Équipes                            | Heckbert - Boerleider (en), Breinburg (nl), John Collijn, Foe A Man - Lagadeau (en), Marcet - Mijnals, Niekoop (en), Sahadewsing (en), Wooter |                     |                              |  |

| 3ème journée  | Mexique | 4 - 0   | Guyane néerlandaise | Estadio Nacional Lima, Pérou  |                               |
| 21 avril 1960 | Ramírez 2e · S. Mercado 39e · Benítez 73e · Álvarez 90e                                                    | (2 - 0) | | Arbitrage : Juan Regis Brozzi | Arbitrage : Juan Regis Brozzi |
| 21 avril 1960 | Rapport |         | | Arbitrage : Juan Regis Brozzi | Arbitrage : Juan Regis Brozzi |
| 21 avril 1960 | Mota - J. Mercado (en), Vega, Romero - Valle, Vázquez - Benítez, Chávez (en), Ramirez, Álvarez, S. Mercado | Équipes | Heckbert - Wooter, Breinburg (nl), Schipper (en) - Boerleider (en), Poerwo - Marcet, Foe A Man, Mijnals, Niekoop (en), Frankel | Arbitrage : Juan Regis Brozzi | Arbitrage : Juan Regis Brozzi |

| 21 avril 1960 | Argentine                            | 3 - 1 | Brésil     | Estadio Nacional Lima, Pérou |                          |
| | Desiderio (en) 26e 36e · Oleniak 39e | (3 - 0) | Jaburú 65e | Arbitrage : Erwin Hieger     | Arbitrage : Erwin Hieger |
| | Rapport                              | |            | Arbitrage : Erwin Hieger     | Arbitrage : Erwin Hieger |
| Periotti (en) - Blanco (en), Lejona (en) - Decaría (it), de Ciancio (en), Díaz (en) - Bilardo, Zarich (en), Desiderio (en), Oleniak, Pérez (en) | Équipes                              | Carlos Alberto (en) - Nonô (en), Vantuil, Gil - Freitas, Maranhão (en) - Jaburú, Valdir (en), China (en), Macarrão, Da Silva |            | Arbitrage : Erwin Hieger     | Arbitrage : Erwin Hieger |

| 4ème journée  | Pérou | 1 - 2   | Argentine | Estadio Nacional Lima, Pérou |                           |
| 24 avril 1960 | Ramírez (en) 81e | (0 - 1) | Desiderio (en) 9e 88e | Arbitrage : Carlos Robles    | Arbitrage : Carlos Robles |
| 24 avril 1960 | Rapport |         | | Arbitrage : Carlos Robles    | Arbitrage : Carlos Robles |
| 24 avril 1960 | Salinas (en) - Altuna (en), Boulanger (en), Campos - Gallardo, Ladrón de Guevara - Luña (en), Nieri, Pasache, Ramírez (en), Yaksetig | Équipes | Periotti (en) - Blanco (en), de Ciancio (en), Díaz (en) - Bilardo, Lejona (en) - Desiderio (en), Oleniak, Pérez (en), Curia, Decaría (it) | Arbitrage : Carlos Robles    | Arbitrage : Carlos Robles |

| 27 avril 1960 | Brésil                                                             | 4 - 1 | Guyane néerlandaise | Estadio Nacional Lima, Pérou |                           |
| | Wooter 17e (csc) · Maranhão (en) 43e · China (en) 64e · Jaburú 87e | (2 - 1) | Foe A Man 7e        | Arbitrage : Carlos Robles    | Arbitrage : Carlos Robles |
| | Rapport                                                            | |                     | Arbitrage : Carlos Robles    | Arbitrage : Carlos Robles |
| Carlos Alberto (en) - Nonô (en), Jurandir, Gil - Freitas, Maranhão (en) - Jaburú, Bruno, China (en), Macarrão, Valdir (en) | Équipes                                                            | Heckbert - Breinburg (nl), Wooter, Sahadewsing (en), Boerleider (en) - Poerwo, Marcet - Foe A Man, Niekoop (en), Lagadeau (en), Cyril |                     | Arbitrage : Carlos Robles    | Arbitrage : Carlos Robles |

| 5ème journée  | Argentine | 3 - 1   | Mexique | Estadio Nacional Lima, Pérou |                          |
| 27 avril 1960 | de Ciancio (en) 42e · Oleniak 53e · Rendo (en) 75e                                                                                                 | (1 - 1) | Álvarez 28e | Arbitrage : Erwin Hieger     | Arbitrage : Erwin Hieger |
| 27 avril 1960 | Rapport |         | | Arbitrage : Erwin Hieger     | Arbitrage : Erwin Hieger |
| 27 avril 1960 | Periotti (en) - Blanco (en), Lejona (en), Decaría (it) - de Ciancio (en), Díaz (en) - Rendo (en), Zarich (en), Oleniak, Desiderio (en), Pérez (en) | Équipes | Mota - J. Mercado (en), Vega, Romero - Valle, Vázquez - S. Mercado, Álvarez, Ramírez, Chávez (en), Benítez (Remplaçant utilisé : Álvarez) | Arbitrage : Erwin Hieger     | Arbitrage : Erwin Hieger |

| 30 avril 1960 | Pérou                                 | 2 - 0 | Brésil | Estadio Nacional Lima, Pérou  |                               |
| | Nonô (en) 15e (csc) · Altuna (en) 40e | (2 - 0) |        | Arbitrage : Juan Regis Brozzi | Arbitrage : Juan Regis Brozzi |
| | Rapport                               | |        | Arbitrage : Juan Regis Brozzi | Arbitrage : Juan Regis Brozzi |
| Salinas (en) - Campos, Boulanger (en) - Luña (en), Ladrón de Guevara, Yaksetig - Gallardo, Nieri, Altuna (en), Ramírez (en), Manguier | Équipes                               | Carlos Alberto (en) - Nonô (en), Jurandir - Gil, Freitas - Maranhão (en), Rodarte, Bruno, China (en), Wanderley (en), Valdir (en) |        | Arbitrage : Juan Regis Brozzi | Arbitrage : Juan Regis Brozzi |